# 卡茨巴赫河 (雷根河支流)
49°13′51″N 12°38′25″E / 49.23088°N 12.64039°E

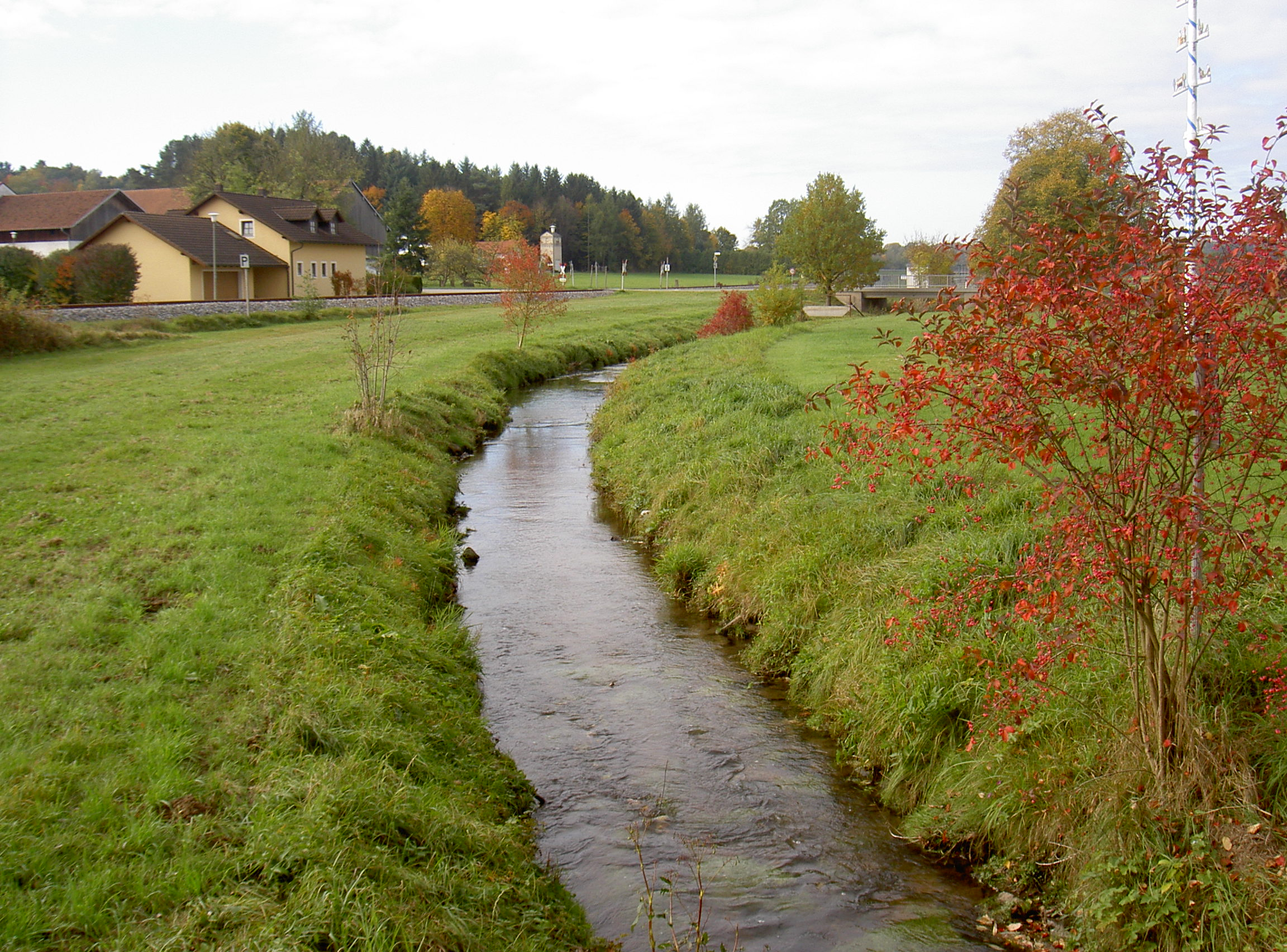

卡茨巴赫河（德語：Katzbach），是德國的河流，位於該國東南部，由巴伐利亞負責管轄，屬於雷根河的右支流，河道全長13.7公里，流域面積40.1平方公里，河口處在卡姆。